# Konrad I Spokojny

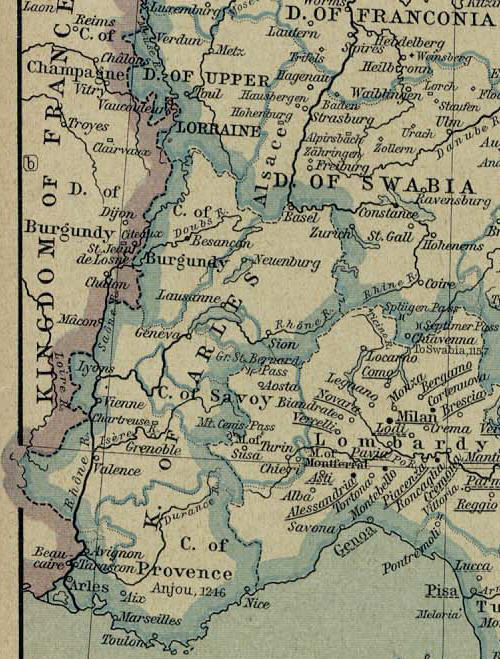
Przybliżony kształt Królestwa Burgundii w momencie śmierci Konrada

Konrad I Spokojny, według innej numeracji Konrad III (ur. ok. 925, zm. 19 października 993) – król Burgundii w latach 937-993.

## Życiorys
Był synem władcy Dolnej Burgundii Rudolfa II, który zjednoczył ziemie Górnej i Dolnej Burgundii w 933 roku, oraz Berty, córki księcia Szwabii Burcharda II i Renegildy, córki Eberharda II, hrabiego Zurychu. Konrad odziedziczył zjednoczone królestwo w młodym wieku. Początkowo o koronę burgundzką starał się Hugo z Arles, który pozbawił ojca Konrada tytułu króla Włoch w zamian za oddanie Górnej Burgundii. Hugo chciał zmusić Bertę, wdowę po Rudolfie, do małżeństwa ze sobą, a Adelajdę (931-999), jej córkę, do małżeństwa ze swym synem Lotarem. Sprzeciwił się temu formalny władca Włoch Otto I Wielki, który obawiał się zbytniego wzmocnienia Hugo, i został protektorem burgundzkiego władcy. Młody Konrad przebywał na dworze Ottona cztery lata i został jego wasalem w zamian za obronę przed ambicjami Ludwika IV z Francji i Hugo ze strony Italii. Dla wzmocnienia sojuszu Otto ożenił się z świętą Adelajdą, siostrą Konrada, która owdowiała po śmierci Lotara II. Odtąd Konrad wspierał każdą wyprawę wojenną Ottona, choć prawdopodobnie od 942 był niezależny. W 960 odsprzedał Hartbertowi z Chur część Alzacji na wschód od Renu w zamian za region Chur.
Rządy Konrada przebiegały bez większych zakłóceń (stąd przydomek) i miały poparcie możnych. Ważnym zadaniem było zjednoczenie sztucznie stworzonego państwa, którego mieszkańcy nie stanowili jednorodnej masy. Znaczne wpływy w rządzeniu państwem miał Kościół, zwłaszcza w biskupstwach Besançon, Lyonu i Vienne. Właśnie do Vienne zdecydował się przenieść stolicę, by sprawnie zarządzać dużym. Jedyną dużą wojną za jego panowania był jednoczesny najazd Madziarów i Saracenów (w 939 roku splądrowali klasztor Saint-Maurice), których przy pomocy Ottona napuścił na siebie, a następnie pokonał. W 948 po śmierci Hugo z Arles zyskał faktyczną władzę nad Prownasją, która zachowała sporą niezależność. W 975 roku wypędził z niej resztki muzułmańskich Saracenów. Pod koniec jego panowania Prowansja de facto przeszła w ręce dynastii Gevaudun w osobach braci Wilhelma I (hrabiego od 979) i Rotbolda II (margrabiego od 993), synów Borso II. Zmarł 19 października 993 roku i został pochowany w opactwie Saint-André-de-Bas w Vienne. Pozostawił królestwo synowi Rudolfowi, ostatniemu władcy Burgundii z dynastii Welfów burgundzkich (później królestwo zostało częścią Świętego Cesarstwa Rzymskiego). Chociaż zostawił państwo w dobrym stanie i nieskonfliktowane, to utracił znaczną część Prowansji i doprowadził do podporządkowania państwa Cesarstwu.

## Małżeństwo i potomstwo
Król miał dwie żony i jedną kochankę, z którymi doczekał się potomstwa
Pierwsze małżeństwo zawarł z Adelajdą z Bellay, z którą doczekał się córki i syna:
- Kuno/Konrada (ur. ok. 955 – zm. 10 sierpnia 966);
- Gizeli (ur. ok. 950, zm. 21 lipca 1007), od 972 żony księcia bawarskiego Henryka II Kłótnika.

Około 963 roku ożenił się z Matyldą (ur. pod koniec 943, zm. po 26 listopada 981 r.), córką francuskiego króla Ludwika IV Zamorskiego i Gerbergi Saskiej, córki króla Henryka I Ptasznika. Doczekali się czwórki dzieci:
- Berty (ur. ok. 967, zm. 16 stycznia 1016), żony Odona I, hrabiego Blois, a następnie króla Francji Roberta II Pobożnego (temu małżeństwu ze względu na zbyt bliskie pokrewieństwo sprzeciwiał się król Hugo Kapet, ale doszło ono do skutku po jego śmierci w 996)
- Gerbergi (ur. 965/966, zm. 7 lipca 1018/1019, żony Hermana I, hrabiego Werl, a następnie Hermana II, hrabiego Szwabii;
- Matyldy (ur. ok. 969), prawdopodobnie żony księcia Genewy Roberta;
- Rudolfa (ur. ok. 971, zm. 6 września 1032), następcy ojca na tronie burgundzkim.

Ze związku pozamałżeńskiego z Aldiud, późniejszą żoną Anzelma, doczekał się syna Burcharda (zm. po 22 czerwca 1030 lub 1031 roku), opata w Saint-Maurice i arcybiskupa Lyonu w 978